# Give It Up to Me
Give It Up to Me – utwór kolumbijskiej piosenkarki Shakiry z jej szóstego, studyjnego albumu She Wolf. Został wydany jako trzeci singel promujący album w listopadzie 2009.
W piosence gościnnie wstępuje amerykański raper Lil Wayne. Utwór został wyprodukowany przez Timbalanda. Pojawia się tylko na amerykańskiej wersji albumu.

## Teledysk
13 listopada 2009 magazyn People poinformował, iż oficjalna premiera teledysku odbędzie się 16 listopada 2009 na oficjalnym profilu Facebook artystki. Wideo wyreżyserowała Sophie Muller.
31 grudnia 2009 wideoklip znalazł się na pierwszym miejscu listy Yahoo Video.

## Notowania
| Notowanie (2009/2010)  | Najwyższa pozycja |
| ---------------------- | ----------------- |
| Canadian Hot 100       | 32                |
| U.S. Billboard Hot 100 | 29                |